# Horacio Vásquez

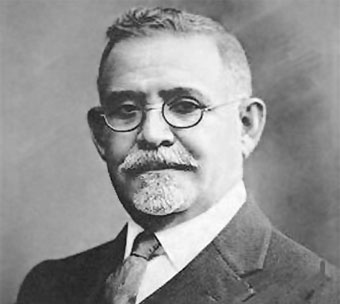
Horacio Vásquez

Felipe Horacio Vásquez Lajara (1860-1936) was een Dominicaanse generaal en politicus. Hij diende als de waarnemend president van de Dominicaanse Republiek in 1899, en opnieuw tussen 1902 en 1903. Voorstanders van Vásquez stonden bekend als Horacistas, in tegenstelling tot Jimenistas, aanhangers van de belangrijkste rivaal van Vásquez, Juan Isidro Jimenes.
Na de bezetting van de Dominicaanse Republiek door Amerikaanse troepen in 1916-1924 werd Vásquez democratisch gekozen als president van het land en diende tussen 1924 en 1930, en opnieuw in 1930, totdat hij door generaal Rafael Trujillo in ballingschap werd gestuurd.
- Library of Congress Control Number: n85336916
- SNAC: w6ps5spb
- Virtual International Authority File: 16226847
- WorldCat: E39PBJkhM89xjWtgGkJc73MXVC